# Lambertus Zijl

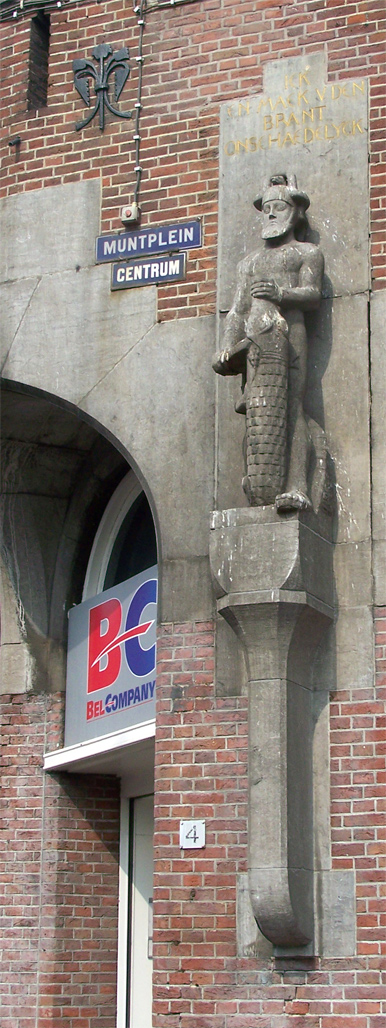
Ornamento do antiga escritório de Os Países Baixos de 1845 na Praça Munt de Amesterdão.

Lambertus Zijl (Kralingen, 13 de junho de 1866—Bussum, 8 de janeiro de 1947) foi um escultor neerlandês, adscrito ao expressionismo —foi membro de Die Brücke. 
Estudou na Escola de Artes Aplicadas Quellinus de Amesterdão (Kunstnijverheidsschool Quellinus Amsterdam) e na Escola Nacional de Artes Aplicadas de Amesterdão (Rijksschool voor Kunstnijverheid Amsterdam). Com o seu amigo Joseph Mendes da Costa fundou a empresa "Mendes da Costa e Zijl". Colaborou assiduamente com o arquiteto Hendrik Petrus Berlage. Entre as suas obras destacam-se os três Heróis de Amesterdão (Jan Pieterszoon Coen, Gijsbrecht de Aemstel e Hugo de Groot) na Bolsa de valores de Amesterdão (1898-1903), assim como o monumento à Rainha Emma, na praça Valerius de Amesterdão.